# Ilybius verisimilis
Ilybius verisimilis är en skalbaggsart som först beskrevs av Brown 1932.  Ilybius verisimilis ingår i släktet Ilybius och familjen dykare. Inga underarter finns listade i Catalogue of Life.